# Helmond
Helmond este un oraș în provincia Brabantul de Nord, Țările de Jos.

## Localități componente
Brouwhuis, Rijpelberg, Dierdonk, Helmond, Mierlo-Hout, Brandevoort, Stiphout